# Gvido Vesel
Gvido Vesel, slovenski pionir sadjarstva, * 7. marec 1901, Trst, † 11. april 1984, Izola, Slovenija.
Zaradi podpiranja članov TIGR ter udeležbe na demonstracijah ob predaji Škocjanskih jam italijanskemu turističnemu društvu je bil leta 1926 obsojen na 18 mesecev zapora (odsedel jih je 9). Leta 1929 je emigriral v Jugoslavijo. Razvil je prvo industrijsko sadjarstvo Müllerjev breg v Zagrebu. Kasneje je deloval na Ptuju in v Leskovcu. Gvido Vesel je prejel red zaslug za ljudstvo s srebrno zvezdo in red dela z zlatim vencem.